# Mons Ivar Mjelde
Mons Ivar Mjelde (Osterøy, 17 november 1967) is een voormalig Noors betaald voetballer die speelde als aanvaller gedurende zijn carrière. Hij beëindigde zijn loopbaan in 2001 bij de Noorse club Sogndal Fotball na eerder onder meer voor Lillestrøm SK te hebben gespeeld. Mjelde stapte nadien het trainersvak in en leidde SK Brann in 2007 na 44 jaar naar de Noorse landstitel.

## Interlandcarrière
Onder leiding van bondscoach Egil "Drillo" Olsen maakte Mjelde zijn debuut voor het Noors voetbalelftal op 11 augustus 1993 in het oefenduel tegen Faeröer (0-7) in Toftir, net als Dan Eggen (Brøndby IF), Tom Kåre Staurvik (FK Bodø/Glimt) en Egil Østenstad (Viking FK). Hij trof tweemaal doel tijdens zijn debuut. Mjelde speelde in totaal drie interlands voor zijn vaderland.

## Erelijst

### Speler
Lillestrøm SK
- Topscorer Tippeligaen

1993
 SK Brann Bergen
- Kniksenprijs

Aanvaller van het Jaar (1996)

### Trainer-coach
SK Brann Bergen
- Tippeligaen

2007
- Noorse beker

2004
- Kniksenprijs

Trainer van het Jaar (2007)